# خوان باتيستا توبيتي
خوان باتيستا توبيتي وكاربالو (بالإسبانية: Juan Bautista Topete)‏ (24 مايو 1821 – 29 أكتوبر 1885)، أميرال وسياسي إسباني.

## حياته
ولد في سان أندرياس توكستلا في المكسيك. . وكان أبوه وجده أدميرالات في البحرية الإسبانية. أما هو فقد انضم للبحرية في سن السابعة عشر، وأصبح ضابط بحري في سن 22 ونال على وسام البحرية للإستحقاق بسبب إنقاذه حياة بحار سنة 1841 وأصبح ملازما سنة 1845. وقال انه خدم في محطة الهند الغربية لمدة ثلاث سنوات، وكان عمله هو قمع تجارة الرقيق ثم تمت ترقيته قائد فرقاطة سنة 1857. ثم تمت ترقيته إلى قائد الأسطول خلال حرب المغرب 1859، وبعد ذلك حصل على أوسمة سانت فيرديناد وسانت هرمنجيلد.
بعد تعيينه رئيسا لدار صناعة كارارا في قادس انتخب نائبا وانضم إلى الاتحاد الليبرالي لأودونيل وسيرانو. ثم أرسل إلى المحيط الهادئ لقيادة الفرقاطة "بلانكا"، وكان حاضرا عندما قصفت فالبارايسو وكاياو، وقد أصيب فيها بجروح خطيرة، وفي اشتباكات أخرى بين الحرب بين تشيلي وبيرو.
بعد عودته إلى إسبانيا أصبح توبيتي المسؤول العام لميناء قادس، مما مكنه من تولي زمام المبادرة في مؤامرة الأسطول ضد ملكية بوربون. فأرسل باخرة إلى جزر الكناري لجلب سيرانو والمنفيين الآخرين؛ وعندما أتى بريم وساغستا من جبل طارق، اتخذ كامل الأسطول موقف الخضوع لتوبيتي كي تحذو الحامية وسلطات قادس وشعبها حذوه.
شارك توبيتي في جميع وظائف الحكومة الثورية، فقبل منصب وزير البحرية، ثم انتخب عضوا في الكورتيس سنة 1869، وأيد ترشيح أنتوني، دوق مونتبينسير للحكم. وقد عارض في البداية انتخاب أماديو الأول ولكنه تولى لاحقا عدة مناصب في عهده. وقد تعرض للمحاكمة من الجمهورية الفيدرالية سنة 1873. ولكنه مالبث أن تولى وزارة البحرية تحت حكم سيرانو سنة 1874. ولكن بعدها بقي معزولا لعدة سنوات عند عودة البوربون إلى حكم إسبانيا، وإن قبل بالنهاية منصب رئاسة مجلس البحرية في سنة 1877. وبعدها أعطي له مقعدا لمدى الحياة في مجلس الشيوخ حتى وفاته في مدريد سنة 1885.